# Saison 2020 des Dragons catalans
La saison 2020 des Dragons catalans, unique franchise française de rugby à XIII en Super League, constitue leur quinzième participation à cette ligue. L'entraîneur anglais Steve McNamara, arrivé le 10 juin 2017, effectue sa quatrième saison au club. le botteur australien James Maloney est le troisième meilleur marqueurs de points et réalisateurs de la saison en Super League avec respectivement 130 points marqués et 61 réalisations. Aucun joueur n'est nommé dans l'« équipe de rêve » de la saison. 
Sorti d'une saison 2019 frustrante avec une septième place en Super League, le club catalan a l'ambition de se qualifier pour la phase finale. Cette saison 2020 est contrainte par la pandémie du COVID-19 à être ampûtée de nombreuses rencontres à partir du 16 mars 2020 et son classement final est déterminé avec un système de pourcentage du ratio victoires/rencontres. Pour mener à bien son ambition, le club recrute les Australiens James Maloney et Israel Folau, et compte sur le retour de Josh Drinkwater, mais voit les départs de Greg Bird, Tony Gigot et Brayden Wiliame.

## Déroulement de la saison

### Transferts
| Nom              | Poste           | Transfert       | Provenance/Destination       | Division              |
| ---------------- | --------------- | --------------- | ---------------------------- | --------------------- |
| Arrivées         |                 |                 |                              |                       |
| Thomas Davies    |                 | Transfert libre | Wigan Warriors               | Super League          |
| Jordan Dezaria   |                 | Transfert libre | Toulouse Olympique XIII      | Championship          |
| Josh Drinkwater  |                 | Transfert libre | Hull KR                      | Super League          |
| James Maloney    |                 | Transfert libre | Penrith Panthers             | National Rugby League |
| Gavin Marguerite |                 | Transfert libre | Toulouse Olympique XIII      | Championship          |
| Joel Tomkins     |                 | Transfert libre | Hull KR                      | Super League          |
| Départs          |                 |                 |                              |                       |
| Lucas Albert     | Demi de mêlée   | Transfert libre | AS Carcassonne               | Championnat de France |
| Greg Bird        | Troisième ligne | Retraite        |                              |                       |
| Jodie Broughton  | Ailier          | Transfert libre | Halifax                      | Championship          |
| Kenny Edwards    | Deuxième ligne  | Transfert libre | Huddersfield Giants          | Super League          |
| Tony Gigot       | Arrière         | Libre           |                              |                       |
| Matty Smith      | Demi de mêlée   | Transfert libre | Widnes Vikings               | Championship          |
| Brayden Wiliame  | Centre          | Transfert libre | St. George Illawarra Dragons | National Rugby League |

## Résultats
| Légende | Légende  |
| ------- | -------- |
|         | Victoire |
|         | Nul      |
|         | Défaite  |

### Saison régulière 2020 de Super League
| Date       | Compétition  | Journée     | Equipe       | D/E | Stade                    | Résultat | Score | Essais                                                              | Buts                        | Spect. |
| ---------- | ------------ | ----------- | ------------ | --- | ------------------------ | -------- | ----- | ------------------------------------------------------------------- | --------------------------- | ------ |
| 18/01/2020 | Amical       | -           | Toulouse     | N   | Stade Albert-Domec       | Victoire | 22-10 | Tomkins, McIlorum, Casty, Romano                                    | Maloney (3)                 | 4 500  |
| 01/02/2020 | Super League | 1           | Huddersfield | D   | Stade Gilbert-Brutus     | Défaite  | 12-32 | Tomkins, Yaha                                                       | Maloney (2)                 | 8 259  |
| 15/02/2020 | Super League | 3           | Castleford   | D   | Stade Gilbert-Brutus     | Victoire | 36-18 | Tomkins (3), Folau, Langi, Yaha                                     | Maloney (6)                 | 8 886  |
| 01/03/2020 | Super League | 5           | Hull FC      | E   | KCOM Stadium             | Victoire | 34-29 | Maloney, Langi, Drinkwater, Jullien (2), Yaha                       | Maloney (5)                 | 14 750 |
| 07/03/2020 | Super League | 6           | Salford      | D   | Stade Gilbert-Brutus     | Victoire | 30-14 | Tierney, Yaha, Whitley (2), McIlorum                                | Maloney (5)                 | 7 904  |
| 02/08/2020 | Super League | 4           | St Helens    | E   | Headingley Rugby Stadium | Défaite  | 6-34  | Maloney                                                             | Maloney (1)                 |        |
| 08/08/2020 | Super League | 8           | Castleford   | E   | Headingley Rugby Stadium | Victoire | 40-14 | Baitieri, Davies (2), J. Tomkins, Garcia, Baitieri, Folau, Da Costa | Maloney (6)                 |        |
| 15/08/2020 | Super League | 9           | Wakefield    | E   | Totally Wicked Stadium   | Victoire | 58-0  | Langi (2), Whitley (3), Yaha, Bousquet, Davies (3)                  | S. Tomkins (2), Maloney (7) |        |
| 12/09/2020 | Super League | 12          | Wigan        | D   | Stade Gilbert-Brutus     | Défaite  | 12-28 | Yaha, Bousquet                                                      | Maloney (2)                 |        |
| 25/10/2020 | Super League | 13          | Warrington   | E   | Halliwell Jones Stadium  | Défaite  | 16-30 | Yaha, Langi, Davies                                                 | Maloney (2)                 |        |
| 30/09/2020 | Super League | 14          | Leeds        | E   | Headingley Rugby Stadium | Victoire | 34-6  | Yaha (2), Mourgue, Davies (3)                                       | Maloney (5)                 |        |
| 04/10/2020 | Super League | 16          | Wakefield    | D   | Stade Gilbert-Brutus     | Victoire | 40-8  | Whitley, Folau, Mead (2), Kasiano, Tomkins, Bousquet                | Maloney (6)                 |        |
| 09/10/2020 | Super League | 15          | Hull KR      | D   | Stade Gilbert-Brutus     | Victoire | 34-4  | Davies (2), Folau, Garcia, Tomkins (2)                              | Maloney (5)                 |        |
| 05/11/2020 | Super League | -           | Salford      | E   | Halliwell Jones Stadium  | Défaite  | 24-42 | Mead, Kasiano, Davies, Séguier                                      | Mourgue, Maloney (3)        |        |
| 13/11/2020 | Super League | Play-off    | Leeds        | E   | Headingley Rugby Stadium | Victoire | 26-14 | Mead, Folau, Langi, Davies                                          | Maloney (5)                 |        |
| 20/11/2020 | Super League | Demi-finale | St Helens    | E   | Totally Wicked Stadium   | Défaite  | 2-48  |                                                                     | Maloney (1)                 |        |

### Challenge Cup 2020
| Date       | Compétition   | Journée         | Equipe    | D/E | Stade                  | Résultat | Score | Essais                          | Buts        | Spect. |
| ---------- | ------------- | --------------- | --------- | --- | ---------------------- | -------- | ----- | ------------------------------- | ----------- | ------ |
| 22/08/2020 | Challenge Cup | 6e tour         | Wakefield | E   | John Smith's Stadium   | Victoire | 36-24 | Mead (3), Garcia, Whitley, Yaha | Maloney (6) |        |
| 18/09/2020 | Challenge Cup | Quart-de-finale | Salford   | E   | Totally Wicked Stadium | Défaite  | 18-22 | Maloney, Whitley, Yaha          | Maloney (6) |        |

## Statistiques

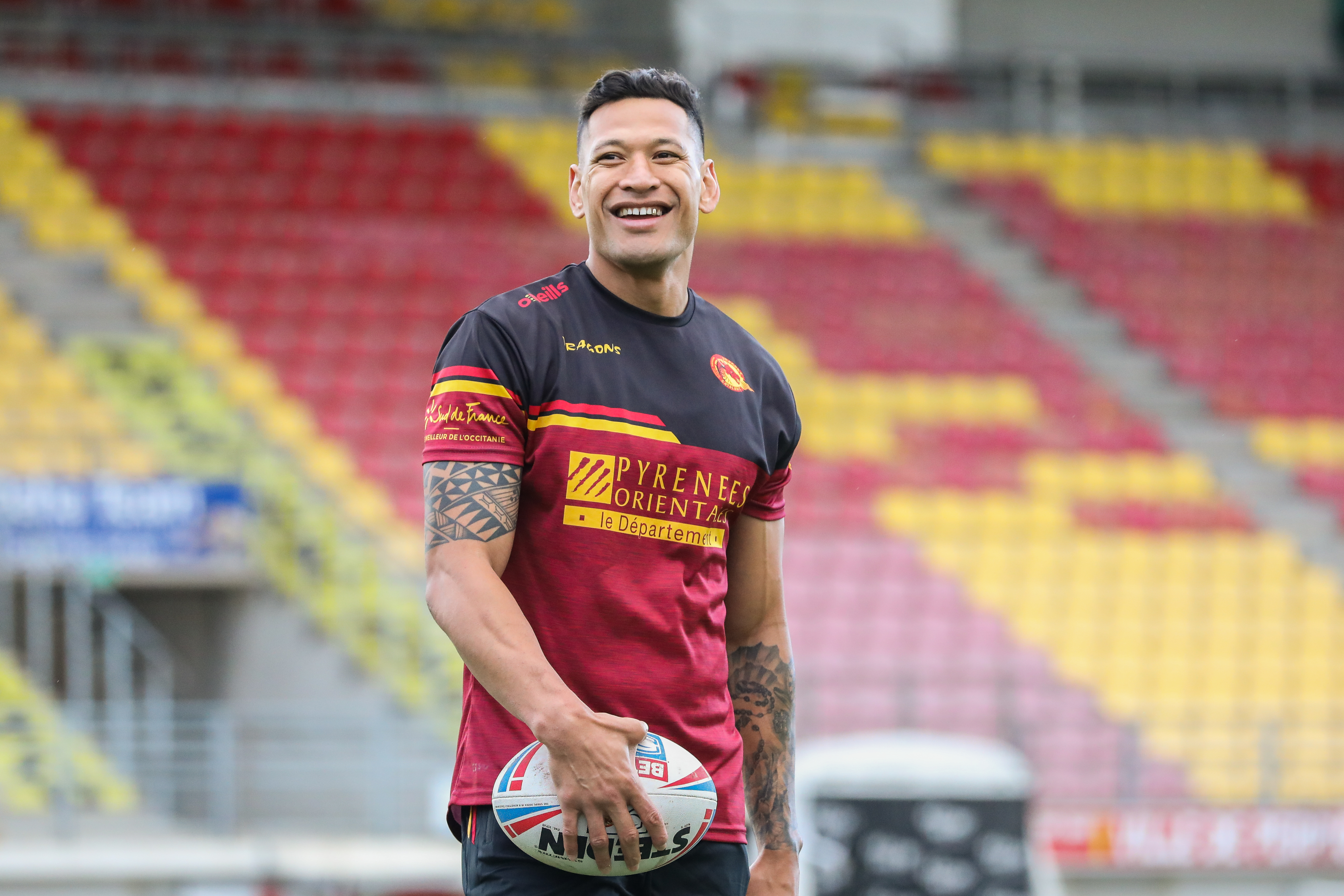
Israel Folau.

Le tableau suivant résume les statistiques des joueurs des Dragons Catalans en Super League et Challenge Cup pour la saison 2020.
| Numéro | Nom               | Super League | Super League | Super League | Super League | Super League | Challenge Cup | Challenge Cup | Challenge Cup | Challenge Cup | Challenge Cup |
| Numéro | Nom               | M.J.         | Pts          | E            | B            | D            | M.J.          | Pts           | E             | B             | D             |
| ------ | ----------------- | ------------ | ------------ | ------------ | ------------ | ------------ | ------------- | ------------- | ------------- | ------------- | ------------- |
| 1      | David Mead        | 7            | 16           | 4            | -            | -            | 1             | 12            | 3             | -             | -             |
| 2      | Lewis Tierney     | 4            | 4            | 1            | -            | -            | 1             | -             | -             | -             | -             |
| 3      | Samisoni Langi    | 14           | 24           | 8            | -            | -            | 1             | -             | -             | -             | -             |
| 4      | Israel Folau      | 13           | 20           | 5            | -            | -            | 2             | -             | -             | -             | -             |
| 5      | Fouad Yaha        | 11           | 36           | 9            | -            | -            | 2             | 8             | 2             | -             | -             |
| 6      | James Maloney     | 15           | 130          | 2            | 61           | -            | 2             | 22            | 1             | 9             | -             |
| 7      | Josh Drinkwater   | 14           | 4            | 1            | -            | -            | 1             | -             | -             | -             | -             |
| 8      | Rémi Casty        | 15           | -            | -            | -            | -            | 2             | -             | -             | -             | -             |
| 9      | Michael McIlorum  | 12           | 4            | 1            | -            | -            | 2             | -             | -             | -             | -             |
| 10     | Sam Moa           | 10           | -            | -            | -            | -            | 1             | -             | -             | -             | -             |
| 11     | Matthew Whitley   | 13           | 24           | 6            | -            | -            | 2             | 8             | 2             | -             | -             |
| 12     | Joel Tomkins      | 10           | 12           | 3            | -            | -            | 1             | -             | -             | -             | -             |
| 13     | Benjamin Garcia   | 15           | 8            | 2            | -            | -            | 2             | 4             | 1             | -             | -             |
| 14     | Julian Bousquet   | 14           | 12           | 3            | -            | -            | 1             | -             | -             | -             | -             |
| 15     | Mickaël Simon     | 2            | -            | -            | -            | -            | -             | -             | -             | -             | -             |
| 16     | Thomas Davies     | 10           | 52           | 13           | -            | -            | 1             | -             | -             | -             | -             |
| 17     | Benjamin Jullien  | 10           | 8            | 2            | -            | -            | 2             | -             | -             | -             | -             |
| 18     | Alrix Da Costa    | 4            | 4            | 1            | -            | -            | -             | -             | -             | -             | -             |
| 19     | Mickaël Goudemand | 5            | -            | -            | -            | -            | -             | -             | -             | -             | -             |
| 20     | Lucas Albert      | 1            | -            | -            | -            | -            | 1             | -             | -             | -             | -             |
| 21     | Paul Séguier      | 6            | 4            | 1            | -            | -            | -             | -             | -             | -             | -             |
| 22     | Arthur Romano     | 2            | -            | -            | -            | -            | -             | -             | -             | -             | -             |
| 23     | Antoni Maria      | 3            | -            | -            | -            | -            | 1             | -             | -             | -             | -             |
| 24     | Jason Baitieri    | 14           | 4            | 1            | -            | -            | 2             | -             | -             | -             | -             |
| 25     | Arthur Mourgue    | 4            | 6            | 1            | 1            | -            | 1             | -             | -             | -             | -             |
| 25     | Lambert Belmas    | 1            | -            | -            | -            | -            | -             | -             | -             | -             | -             |
| 28     | Sam Kasiano       | 14           | 8            | 2            | -            | -            | 2             | -             | -             | -             | -             |
| 29     | Sam Tomkins       | 12           | 24           | 5            | 2            | -            | 1             | -             | -             | -             | -             |

## Couverture médiatique
Sky Sports retransmet les matchs disputés à l'extérieur sur le sol britannique. Pour la Challenge Cup, les diffusions sont assurées par la BBC. Après plusieurs années de retransmission, la chaîne de télévision BeIN Sport décide de ne pas renouveler le contrat à partir de cette année 2020. Néanmoins quelques matchs sont diffusés (pour la plupart en différé) au mois de septembre 2020 par la chaine l'Equipe TV .
Dans la presse, les résultats et rapports des matchs sont diffusés dans des quotidiens tels que L'Équipe (épisodiquement) ou L'Indépendant (systématiquement) en France. Le quotidien Midi Libre, édition Perpignan uniquement, s'intéressant parfois à la vie du club. Midi Olympique suit également les catalans dans la demi-page « Treize Actualité », qu'il consacre au rugby à XIII dans son édition « rouge », mais pas de manière continue. Cependant la victoire des Dragons catalans contre Wigan à Barcelone est relatée par la presse nationale (journal l’Équipe) et exceptionnellement par Midi Libre dans son édition « Sports » régionale.
Au Royaume-Uni, le mensuel Rugby League World et l'hebdomadaire Rugby Leaguer & League Express suivent de manière régulière et détaillée les Dragons, non seulement en tant qu'équipe de la Superleague, mais aussi en tant que club français. Chaque revue a en effet un journaliste spécialisé en rugby à XIII Français (respectivement, Peter Bird et Mike Rylance fin années 2010). Cependant, les articles ne sont rédigés qu'en anglais, puisqu'ils sont destinés à un lectorat britannique. A la marge d'autres magazines britanniques , League Weekly et « Forty-20 » devraient également relater les matchs du club ainsi que le magazine australien Rugby League Week.